# Rzecznik prasowy Prezydenta RP
Rzecznik prasowy Prezydenta RP – najczęściej minister Kancelarii Prezydenta RP, jeden z jego najbardziej zaufanych ministrów. Zajmuje się reprezentowaniem Prezydenta w mediach.
| Zdjęcie | Imię i nazwisko              | Okres urzędowania                      | Prezydent podczas okresu urzędowania |
| --- | ---------------------------- | -------------------------------------- | ------------------------------------ |
| Rzecznicy prasowi Prezydentów RP                                                                                        |                              |                                        |                                      |
| | Włodzimierz Łoziński         | od 17 sierpnia 1989 do 22 grudnia 1990 | Wojciech Jaruzelski                  |
| | Andrzej Drzycimski           | od 22 grudnia 1990 do sierpnia 1994    | Lech Wałęsa                          |
| | Leszek Spaliński             | od września 1994 do 25 sierpnia 1995   | Lech Wałęsa                          |
| | Marek Karpiński              | od 31 sierpnia 1995 do 22 grudnia 1995 | Lech Wałęsa                          |
| | Antoni Styrczula             | od stycznia 1996 do 1 marca 1998       | Aleksander Kwaśniewski               |
| | Maciej Łopiński              | od 23 grudnia 2005 do 23 lipca 2007    | Lech Kaczyński                       |
| | Michał Kamiński              | od 23 lipca 2007 do 16 kwietnia 2009   | Lech Kaczyński                       |
| Od IX 2009 do IV 2010 funkcję rzecznika prasowego Prezydenta RP sprawował formalnie sekretarz stanu ds. społecznych     |                              |                                        |                                      |
| | Paweł Wypych                 | od 9 września 2009 do 10 kwietnia 2010 | Lech Kaczyński                       |
| wakat od 10 kwietnia do 3 listopada 2010                                                                                |                              |                                        |                                      |
| W latach 2010–2017 funkcję rzecznika prasowego Prezydenta RP sprawował formalnie dyrektor biura prasowego prezydenta RP |                              |                                        |                                      |
| | Joanna Trzaska-Wieczorek     | od 3 listopada 2010 do 6 sierpnia 2015 | Bronisław Komorowski                 |
| wakat od 6 do 12 sierpnia 2015                                                                                          |                              |                                        |                                      |
| | Katarzyna Adamiak-Sroczyńska | od 12 sierpnia do 1 grudnia 2015       | Andrzej Duda                         |
| | Marek Magierowski            | od 1 grudnia 2015 do 5 maja 2017       | Andrzej Duda                         |
| Rzecznicy prasowi prezydentów RP                                                                                        |                              |                                        |                                      |
| | Krzysztof Łapiński           | od 11 maja 2017 do 7 września 2018     | Andrzej Duda                         |
| | Błażej Spychalski            | od 7 września 2018 do 30 września 2021 | Andrzej Duda                         |
| wakat od 30 września 2021 do 3 lutego 2025                                                                              |                              |                                        |                                      |
| | Diana Głownia                | od 4 lutego 2025 do 5 sierpnia 2025    | Andrzej Duda                         |
| wakat od 5 do 7 sierpnia 2025                                                                                           |                              |                                        |                                      |
| | Rafał Leśkiewicz             | od 7 sierpnia 2025                     | Karol Nawrocki                       |